# Tennistoernooi van Washington 2012
|                                               |  |                                             |
| Magdaléna Rybáriková, winnares bij de vrouwen |  | Oleksandr Dolgopolov, winnaar bij de mannen |

Het tennistoernooi van Washington van 2012 werd van 29 juli tot en met 5 augustus 2012 gespeeld op de hardcourt-banen van het William H.G. FitzGerald Tennis Center in Rock Creek Park in de Amerikaanse federale hoofdstad Washington D.C. De officiële naam van het toernooi was Citi Open. Het was de eerste keer dat in Washington een gecombineerd ATP/WTA-toernooi werd gespeeld.
Het toernooi bestond uit twee delen:
- WTA-toernooi van Washington 2012, het toernooi voor de vrouwen
- ATP-toernooi van Washington 2012, het toernooi voor de mannen

ATP-toernooi van Washington‎ – WTA-toernooi van Washington‎

2012 · 2013 · 2014 · 2015 · 2016 · 2017 · 2018 · 2019 · 2020 · 2021 · 2022 · 2023 · 2024